# Deltocephalus taedius
Deltocephalus taedius är en insektsart som beskrevs av George Willis Kirkaldy 1906. Deltocephalus taedius ingår i släktet Deltocephalus och familjen dvärgstritar. Inga underarter finns listade i Catalogue of Life.